# Історія Вінниці
Місто Вінниця має давню історію.

## Назва
Назва міста походить від старослов'янського слова «вено» — дар. Існують ще кілька версій, що пояснюють назву міста: «вінниця» — винокурня, де варилися винні пива і Вінничка — річка. Заселені ці землі були ще в давнину. На території міста виявлено поселення скіфських та давньоруських часів.

## Історія до заснування
До пізнього палеоліту на території міста відносяться стоянка на вулиці Вишневий узвіз у Сабарові (25 тис. к. н.) та епіграветська стоянка у П'ятничанському лісі, виявлена нижче культурного шару білогрудівської культури епохи бронзи.
У IX столітті тут селилися племена уличів та тиверців, які входили до складу Київської Русі. Згодом цей край відійшов до Галицько-Волинського князівства. Більше ста років тут панувала Золота орда .

## Перший замок
Після перемоги в 1362 р. армії литовського князя Ольгерда над армією татар, Поділля потрапило під владу Литовського князівства. Племінники князя Ольгерда Федір та Костянтин Коріятовичі почали будувати на цих землях міста-фортеці. Про це вперше згадується у документах 1362 року.
Достовірно відомо, що Вітовт за заслуги подарував Вінницю князю Дмитру Корибуту, після смерті якого Вінницею володів син останнього Федір Подільський.
Коріатовичі збудували на березі Бугу в частині міста, званої «Стара Вінниця», замок (на горі вище за Миколаївську церкву). Городище цього замку існувало до кінця XIX століття і близько 1890 року було зруйноване каменоломнями (під замком у лесі знайдено був скелет (субдоліхокефала), дві кам'яні поліровані сокири та кам'яний молот).

## Перша літописна згадка
Якщо не брати до уваги перерахування в літописному «Списку руських міст далеких і ближніх» (кінець XIV століття), де місто зустрічається під ім'ям «Вєнича», перша документальна звістка про Вінницю відноситься до 1396 року, коли Владислав Ягайло, передаючи західне Поділля Спитку з Мельштина. виділив Вінницю і залишив її у своєму віданні; з цього року Вінницею володів Великий князь Вітовт.
За князювання Вітовта в 1431 замок був спалений татарами.

## Відновлення замку
Після смерті Вітовта вінницький староста князь Федько Несвіцький у 1434 визнав владу короля Владислава II .
Замок розташовувався на високій горі, урочище «Замкова гора». Нині це місце не збереглося, оскільки більша частина височини розібрана каменоломнями. Замок представляв у плані прямокутник розміром приблизно п'ятдесят на сімдесят метрів. Стіни, складені городнями із соснових та дубових рубаних брусів у кліть, були заввишки близько шести метрів кожна. Із внутрішнього боку стіна являла плетінку на кшталт тину — з лози із глиняною обмазкою. Поверх шестиметрової глухої стіни облаштовували критий рубаний парапет-бланкування, або обланки, — у якому залишали отвори для стрільби — підсябиття (під ся бити) — з гаківниць або рушниць. З боку двору вздовж стін тяглися сараї — комори; дахи їх слугували помостом, де складали різні припаси для оборони — колодки, каміння тощо. Під час облог усі ці предмети летіли на голови ворогів, а в годину затишшя збирали і знову складали на поміст. Тут же стояли дерев'яні корита з водою у разі пожежі. На рогах і над брамою височіли рубані вежі — башти з виходом на бланкування. У вежах було встановлено гармати. Проїзд надбрамної вежі закривав підйомний міст — взвод. У центрі подвір'я стояла церква Покрови, поряд розташовувалися службові та господарські будівлі. Тут же розташовувався колодязь та таємний хід до річки. Удень бланкуваннями ходили сторожа, уночі — кликуни. І лише часом замок охороняла спеціальна військова варта — гарнізон драбів.
Згідно з записами ревізії 1471 року, у замку була лише одна гармата та 2 пищалі; у місті відзначено 15 корчем, що платили старості по 15 грошей.

## Під орудою князя Острозького
На початку XVI століття Великий князь Литовський Олександр Ягеллончик передав Вінницьке староство в управління князю Костянтину Івановичу Острозькому. У 1516 на прохання Костянтина Острозького староство було передано його племіннику князю Роману Андрійовичу Санґушку. Після загибелі Сангушка в битві з татарами, староство повернулося у володіння князя Костянтина Острозького і знову, на його прохання, було передано в 1522 його сину, князю Іллі Костянтиновичу Острозькому.

## Магдебурзьке право
1530 року королівські комісари визначили межі Вінницького староства; місто вже користувалося магдебурзьким правом, ймовірно, наданим йому Великим князем Олександром; у документі згадані Вінницький війт — Яцько Попенко; (грамоти згоріли під час пожежі у замку 1580 року, було відновлено 1640 року).
У 1541 році на околицях Вінниці панський староста Бернард Претвич розгромив татар, що спустошували села і звільнив узятих ними бранців. Цього ж року жителі Вінниці повстали проти свого старости, князя Семена Пронського, та обложили його в замку.
1546 року королівський секретар Лев Потійович Тишкович провів у Вінниці ревізію замку, міста та староства. Він описав стан замку як украй незадовільний; замок був збудований із поганого дерева, що вже вигнило, дуже тісний, у замку була лише одна придатна гармата і 26 гаківниць. Бойових запасів було дуже мало; у замку було 30 городень міщанських та зем'янських та 3 вежі. Від лагодження укріплень ухилялися, як міщани та зем'яни, так і староста, князь Федір Санґушко, під приводом відсутності коштів та робочих рук. Стражників для замку староста також не наймав, не робили цього й міщани; у місті було 283 двори боярських та міщанських. До староства прилягали 4 господарські села та 18 боярських. Загалом у старостві було 1113 дворів.

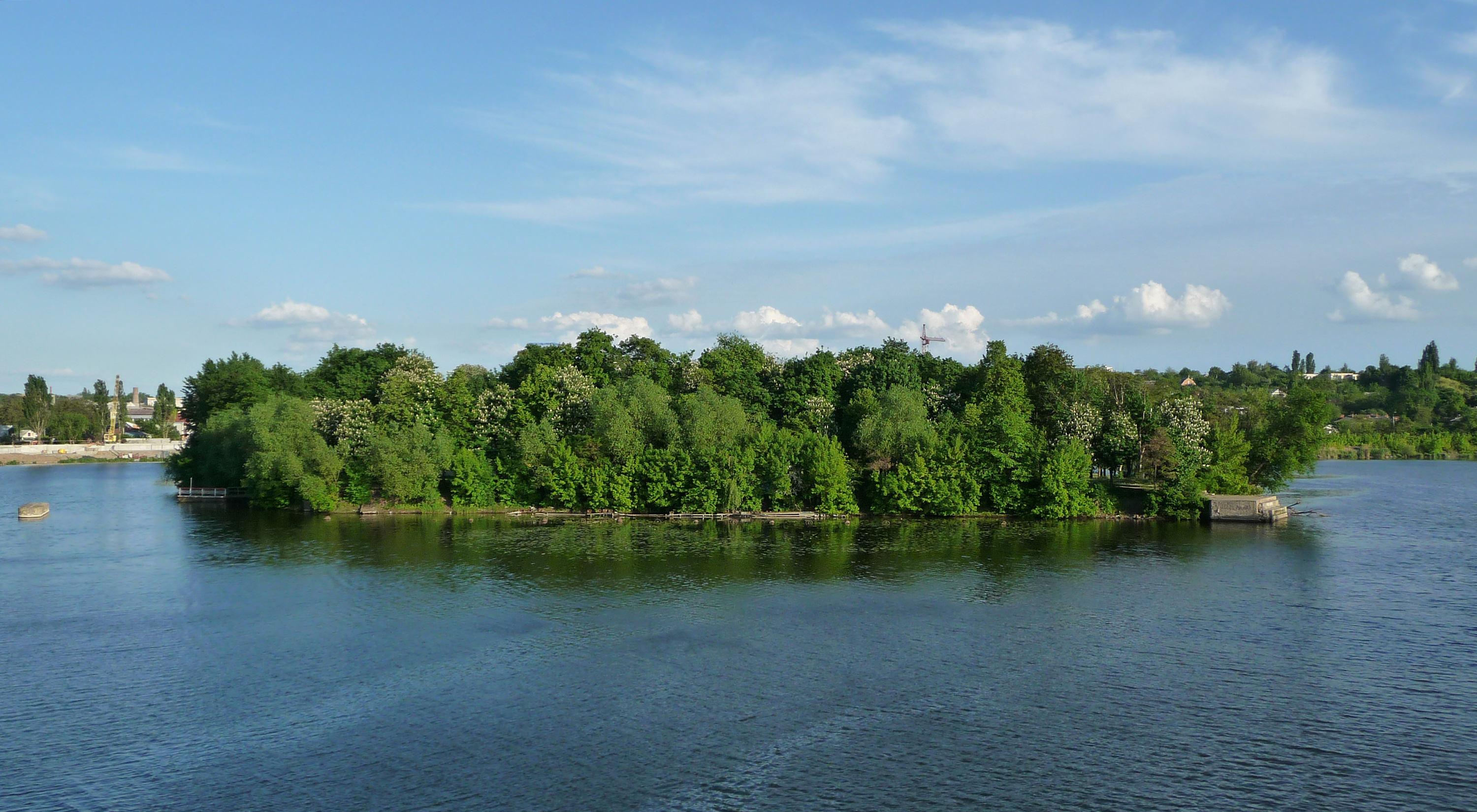
Острів Кемпа

У 1558 році звели новий замок на більш неприступних земляних валах острівця Кемпа, що лежить проти правобережного пагорба, який огинає Буг. Був той замок також дерев'яний, і 1580 року його спалили татари. У вогні загинули всі жалувані місту грамоти, а з ними і без того короткі права міщан. Старостинські обирання не мали меж, і обурення мешканців часто призводило до повстань, наприклад у 1541 та 1560 роках, коли міська біднота обрала свого війта Яцька Палагненка, страченого згодом карателями. Життя селянства, яке закріпачували, ставало все важчим. До того ж доводилося безперервно відбивати грабіжницькі напади ординців, що повторювалися майже щороку. Дозорці на степових курганах тривожно вдивлялися в далечінь: удень стовпи пилу, а вночі заграва сповіщала про наближення ворога, що йшов вододілом Південного Бугу та Дністра — так званим Кучманським шляхом . Про розміри лих можна судити по 1575 року, коли на Поділлі, Волині та в Галичині було взято в полон 55340 осіб, викрадено 150 тисяч коней, 500 тисяч голів великої рогатої худоби, 200 тисяч овець. І так тривало до кінця XVIII століття. Будівництво майже затихло, бо прибульці з-за Дикого поля все змітали на своєму шляху.
У 1569 місто ввійшло до складу Польщі, з 1598 — центр Брацлавського воєводства.

## Мури

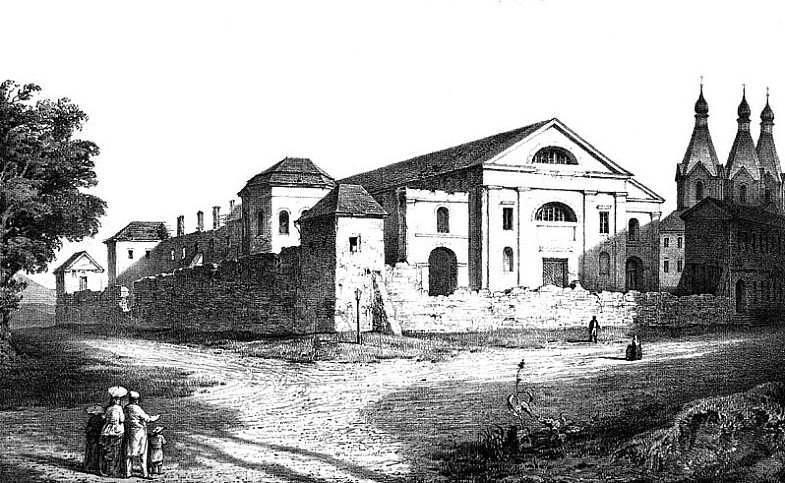
Мури та єзуїтський костел. Малюнок середини ХІХ століття. Невідомий автор.

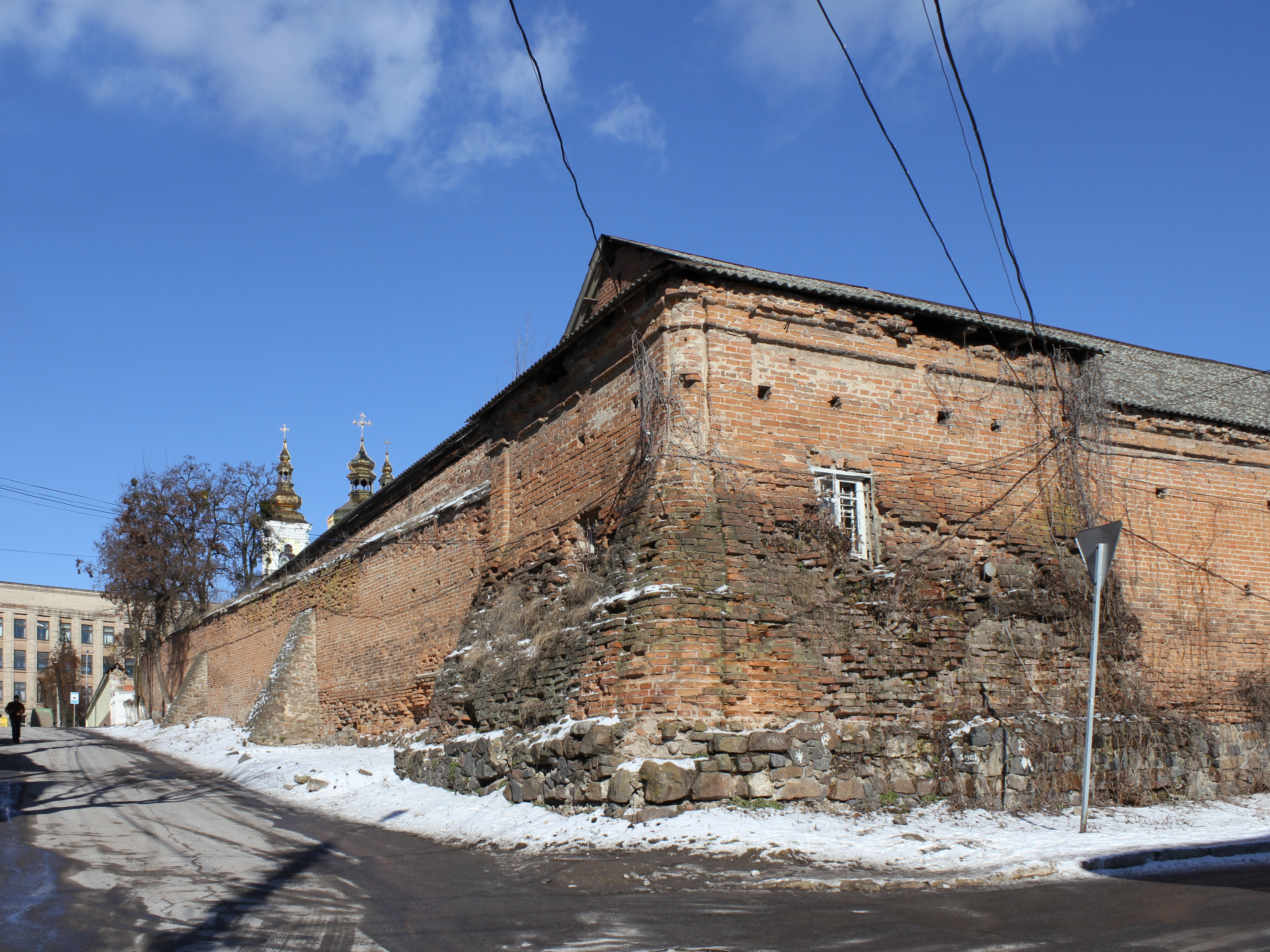
Мури, частина фортеці, що збереглася

На початку XVII століття були побудовані споруди фортифікаційного та храмового комплексу Мури. 1612 року в місті запанували єзуїти, заснували тут свою резиденцію, відкрили школу. На противагу єзуїтам у 1616 році на правому березі річки виник Преображенський православний монастир. У 1632 році прийшли домініканці та заснували свою школу.
1635 року Михайлом Кропивницьким було засновано другий православний Благовіщенський жіночий монастир. У 1646 році внаслідок скарги зем'ян на старосту король наказав старості утримувати за наймом варту в замку, не заважати зем'янам утримувати на свій рахунок польову варту і не забирати в них коней під час військового походу. 1646 року у Вінниці перебувала королівська комісія, яка проводила розмежування земель Польщі та Литви. Комісія викликала у Вінницю подільських панів, вимагаючи, щоб вони вказали межі своїх маєтків від Брацлавщини, але вони не з'явилися і нічого не відповіли на запит комісарів. У 1662 році Сигізмунд Август наказав старості, щоб він не призначав міського війта і не вимагав від міщан участі у кріпосних роботах та супроводу його під час полювання, проте поклав на міщан обов'язок нести службу в замку у тривожний час. Потім постановою 1668 року він звільнив жителів Вінниці від сплати торгових мит на просторі всього Великого Князівства Литовського.

## Хмельниччина
Вінниця часто згадується у подіях національно-визвольної війни 1648–1654 років.
У 1648 році Вінниця була взята одним із загонів Кривошапки і Ганжі.
7 липня 1648 року козаки під начальством полковника Остапа (за іншими відомостями, на чолі з полковником Максимом Кривоносом) взяли нападом Вінницю і перебили дворян, євреїв та єзуїтів. За умовами Зборівського перемир'я 1649 року Вінниця була зарахована до України, прикордонна межа якої була проведена на захід від Вінниці та Брацлава; Вінниця увійшла до складу Кальницького козачого полку як сотенного міста. Сотником був Ярема Урумович.
При розподілі у 1650 році України на Козацькі полки, Вінниця входила до складу Кальницького полку, а в 1651 році була зроблена полковим містом (див. Вінницький полк).

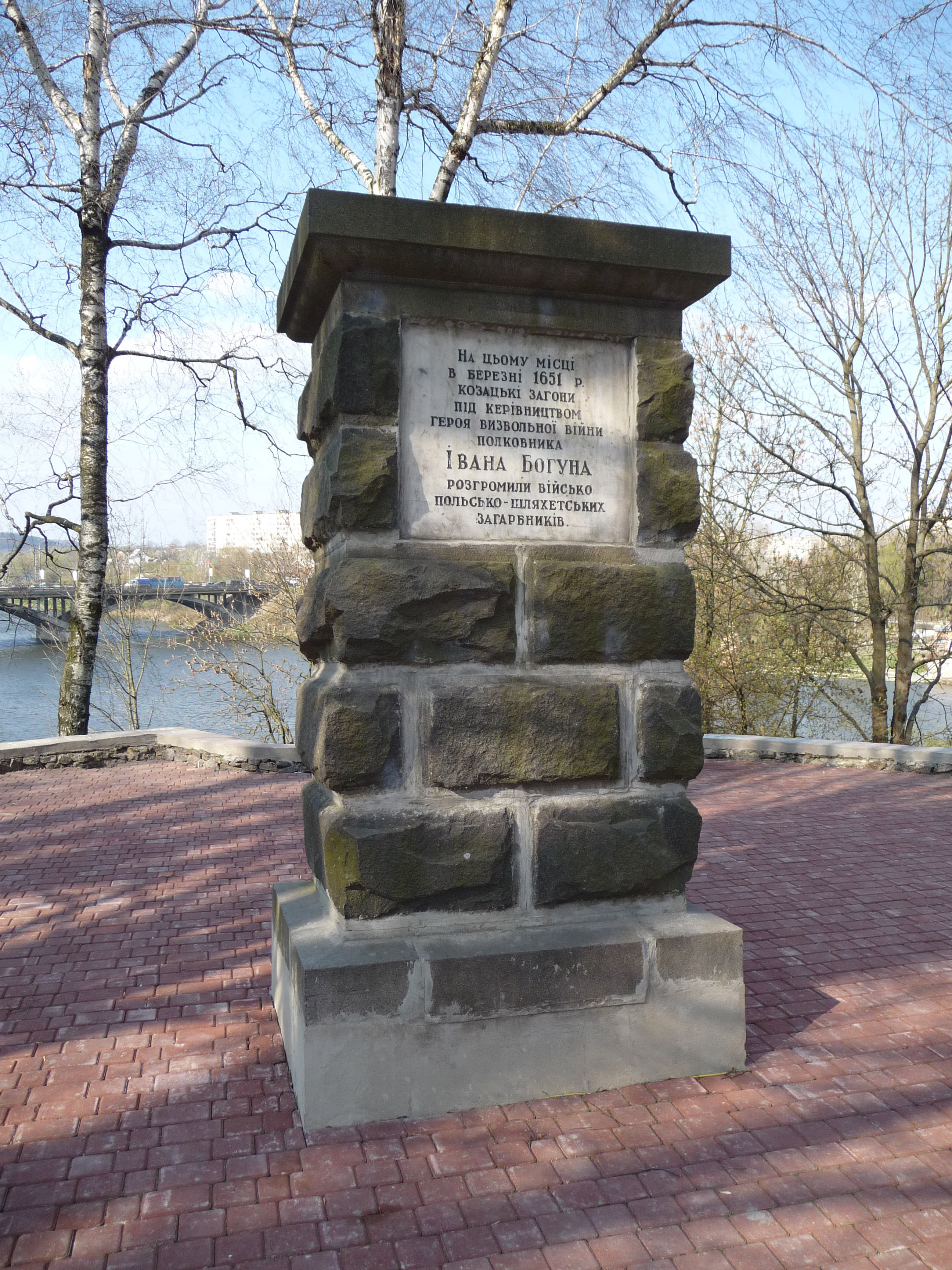
Місце битви під Вінницею в березні 1651 року.

На початку 1651 поляки порушили перемир'я і вторглися в Поділля. Кальницький козацький полковник Іван Богун із 3-тисячним гарнізоном виправив укріплення міста та замку та оточив новими фортифікаціями навколишній монастир. 11 березня 1651 року передовий польський загін під керівництвом брацлавського воєводи Лянцкоронського підійшов до Вінниці. Маючи намір раптовим ударом захопити місто, поляки вишукувалися півмісяцем і почали вже оточувати невеликий загін, що вийшов назустріч. Але тут богунці кинулися на ліве крило противника, зім'яли і перекинули крилатих гусар і, прорвавши їх стрій, кинулися до річки, захоплюючи за собою «півмісяць», що перетворилася на довгу колону. Прикинувшись у паніці, що тікають до рятівних стін Воскресенського монастиря, козаки заманили захоплених погонею гусар на лід Бугу, де заздалегідь були підготовлені присипані соломою і снігом ополонки. Під льодом загинули дві корогви польських гусар10[джерело?].
Наступного дня до міста підійшли основні сили поляків під командуванням польного гетьмана коронного Мартина Калиновського. Загін налічував понад 20 тисяч. Козаки, через свою нечисленність, спалили місто і зачинилися у Вознесенському монастирі; тут Богун відсиджувався протягом одинадцяти днів, відбиваючи напади, роблячи вилазки і зволікаючи час на переговори. Оборона Вінниці тривала з 11 по 20 березня 1651 року. Дізнавшись про облогу Вінниці, Хмельницький надіслав на допомогу Уманський полк Йосипа Глуха та Полтавський полк Мартина Пушкаря. Противник поспішив відійти, але був наздогнаний погонею в Якушинецькому лісі під Вінницею та знищений. Залишки війська, охоплені панікою, тікали безладно в Бар, кинувши весь обоз на здобич козакам.
У 1652 році, після битви під Батогом, Хмельницький стояв табором у Вінниці, чекаючи звісток від сина Тимофія з Молдови.
1652 року Вінницю зайняв Тимофій Хмельницький. Через два роки Вінниця була взята поляками, які володіли нею до 1674 року.

## Полкове місто
Ревізія 1662 знайшла вінницький замок вже у кращому стані: були прибудовані дві нові вежі і міст через рів; у замку були три гармати, 20 гаківниць та 39 аркебуз; замку належали 2 млини. У місті було 406 дворів. У 1664 році Вінниця була призначена полковим містом замість Кальника [Акти Ю. та 3. Р. т. X, 302].
За Андрусівським перемир'ям 1667 року Вінниця, як і вся територія Правобережної України, залишилася під владою польської корони. Однак ослаблена Польща не змогла протистояти Туреччині, і за Бучацьким миром 1672 року віддала туркам значну частину Подільського, Брацлавського та Київського воєводств. 1686 року Польща повернула собі ці землі.

## Коліївщина
Усе XVIII століття Правобережну Україну сколихали козацько-селянські повстання.
Після королівського універсалу про розпуск козацтва почалося народне повстання, під час якого Вінниця була спустошена та розорена гайдамаками. На той час замки були зовсім зруйновані, і від них залишилися самі сліди.
У 1702–1704 роках повстанці під керівництвом фастівського полковника Семена Палія повністю очистили від шляхти Поділля та Брацлавщину. Широко відома селянська війна 1768 — Коліївщина .
1734 року до Вінниці увірвався загін запорізьких козаків під керівництвом Гриви та пограбував єзуїтську колегію. З цього приводу сеймик Брацлавського воєводства, що відбувся в 1736 році, обрав суддів для визначення вироків над особами, причетними до набігу. Сеймик піклувався про звільнення Вінниці від податей, унаслідок її руйнування та просив російського генерала Вейсбаха залишити у Вінниці російський гарнізон для охорони безпеки міського суду та його архіву.
У 1760 році загін гайдамаків увірвався в замок, і знищив частину архіву і перебив купців, що ночували в замку. Унаслідок цього сеймик Брацлавського воєводства того ж року ухвалив озброїти на земський рахунок міліцію для захисту від гайдамаків і, розташувавши її біля міста, доручив старості виправити міські укріплення. Проте міліціонери замість захисту стали утискати мешканців; вони заводили сварки та бійки, нарешті напали на міський архів, вирубали в ньому двері, побили та заарештували канцеляристів і сам архів привели в безладдя, унаслідок чого в 1762 році міліцію було скасовано.
За словами інвентарю 1764 року у місті було 309 дворів, у тому числі 66 належали різним монастирям. 1768 року Вінницю займали донські козаки, що діяли проти конфедератів; вони пограбували в католицьких монастирях майно, здане туди на зберігання приватними особами, внаслідок чого загін польського війська змусив їх піти з міста. Дворяни та ченці втекли з міста через селянське повстання, після його упокорення, регіментар Браницький відправив до Вінниці 300 бранців для скоєння над ними страти.

## Чума
У 1770—1771 роках у Вінниці лютувала чума, яка винищила 1330 мешканців. Чума була занесена до міста вінницьким знахарем Заїкою, який їздив до Браїлова лікувати чумних хворих. Першими стали вимирати у Браїлові цілі єврейські сім'ї, оскільки вони жили у тісних та брудних приміщеннях. Люди в паніці почали запрошувати себе різний знахарів. Знахар Заїка, що прибув із Вінниці, наказав видати йому білого коня і дванадцять молодих хлопців. З їхньою допомогою він викопав одного померлого від чуми і прив'язавши тіло до хвоста коня став возити його по всьому місту. Хвороба відразу поширилася по всьому місту. Знахар одразу поїхав назад до Вінниці, при цьому прихопивши з собою багато речей та одягу з Браїлова, які залишив собі та роздав багатьом родичам та сусідам. Чума миттєво з'явилася і у Вінниці.
За словами інвентарю 1775 року в місті та його передмістях було 486 дворів; староста Йосип Чосновський нестерпно пригнічував мешканців і, незважаючи на заступництво короля, продовжував утискувати їх до своєї смерті. У 1789 році, коли староство було передано племіннику короля князю Станіславу Понятовському, за словами люстрації, проведеної цього року, місто було у крайньому занепаді. Староста скасував магдебурзьке право та цехи, непомірними поборами розорив мешканців та багатьох розігнав; у місті залишився лише 361 двір. Замок розташовувався на новому місці, на низинному острові Кемпа. У 1791 році у Вінниці на підставі королівського привілею відкрив першу аптеку Самуїл-Готліб Гурш.

## У Російській імперії
Після другого поділу Польщі (1793) Поділля та Брацлавщина відійшли до Росії і утворили Подільську губернію. У західну частину губернії увійшло Подільське воєводство, у східну — Брацлавське. Вінниця стала губернським містом, але пізніше переведена до штату повітового міста (адміністративним центром губернії став Кам'янець-Подільський). У 1798 року в місті впроваджено «<Містечне становище».
У 1793 генерал-лейтенант Гудович скликав у Вінницю дворян Брацлавського воєводства і в церкві капуцинського монастиря, прочитавши акт про приєднання воєводства до Росії, привів дворян до присяги на вірність російському уряду.
1796 року Вінниця була призначена повітовим містом і з того часу почала рости. Розглядався навіть проект розділити Подільську губернію на дві частини і одну з них назвати Вінницькою губернією.

## Перепис 1860 року
1860 року у Вінниці проживало 10 тис. жителів, було 5 шкіл, лікарня, театр, 190 магазинів. Важливим стимулом розвитку Вінниці стало будівництво 1870 року поблизу міста залізниці Київ-Балта-Одеса, завдяки якій значно покращилось сполучення з Києвом, Одесою, Москвою, Петербургом. За останні 40 років XIX століття Вінниця виросла в три з половиною рази, а за товарообігом вийшла на перше місце в Подільській губернії.
Населення міста (1878 р.) було 23 591 чол. обох статей; православних 32,0%, євреїв 58,5%, католиків 9,5%. Міщан було 78,1%, військового стану 12,3%. Православних церков 5, костел 1 (римсько-католицький капуцинський), синагог та інших єврейських молитовних будинків 13. Заводів та фабрично-промислових закладів 16 (2 пивоварні, 2 миловарні, 1 свічковий, 1 дріжджовий, 1 тютюновий 1 мідночавуноливарний, 2 друкарні та 1 фотографія). Загальна сума виробництва фабрик і заводів у 1887 р. була 84 790 р. Ярмарок буває 9 на рік. За обігом вони незначні. У місті є реальне училище, нещодавно переведене з Могилів-Подільського, 1 двокласне єврейське училище та кілька початкових шкіл. 3 лікарні, одна з них для євреїв. Доходи в 1887 році = 54942, а витрати = 38004р. Місто витрачало 10 083 р. на міське самоврядування, на благоустрій 4 429 р., на народну освіту 1 300 р., на благодійність 901 р., на медичну частину 1 066 р. У міста до 1 січня. 1888 р. було капіталу 18 329 руб.; землі 2 939 дес., у тому числі орної — 2 250 дес. При м. Вінниці існують 6 каменоломень, у яких 1886 р. видобуто 1 010 куб. саж. граніту, з 1888 і 1889 рр. - від 470-500 щорічно.— ЕСБЄ

## Будівельний та промисловий бум
1871 року було збудовано залізничну лінію Київ — Одеса, яка проходила через Вінницю. Це сприяло подальшому бурхливому розвитку міста.
У Вінниці була окружна лікарня для душевнохворих, яка обслуговувала весь Південно-Західний край. Було відкрито Окружний суд. Місто дуже швидко зростало в культурному відношенні.
Було збудовано один із найкращих у Російській імперії театр, телефонну мережу та електричне освітлення, у місті було багато культурно-просвітницьких установ, а за м'якістю клімату Вінницю зараховували до курортів 2-го розряду.
У торгово-промисловому відношенні місто посідало перше місце серед міст Подільської губернії. 1897 року у Вінниці проживало 30 563 осіб, у тому числі 11 456 євреїв, 10 862 українців, 5 206 росіян, 2 173 поляки.

## XX століття

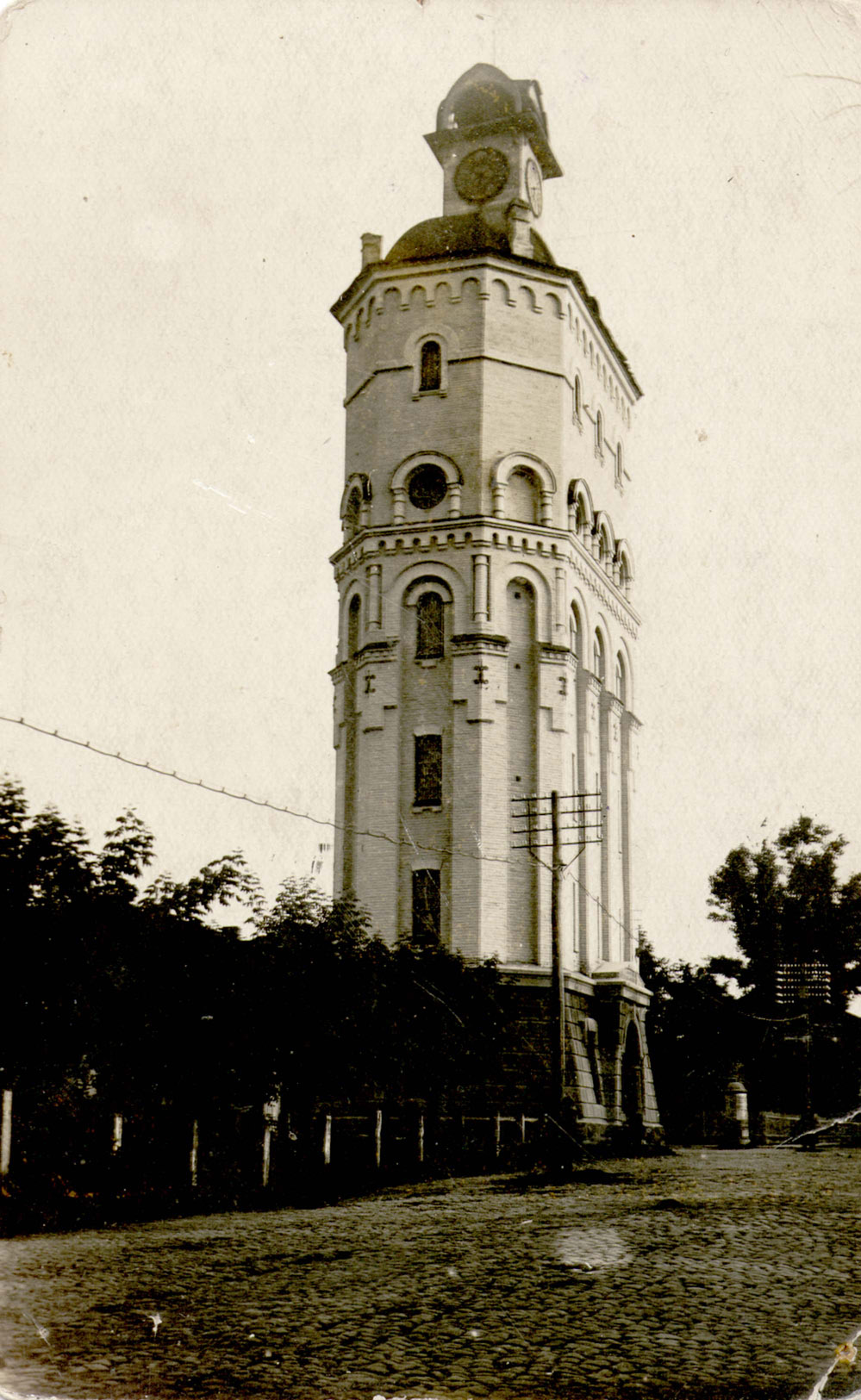
Водонапірна вежа та каланча. Фотографія початку ХХ століття.

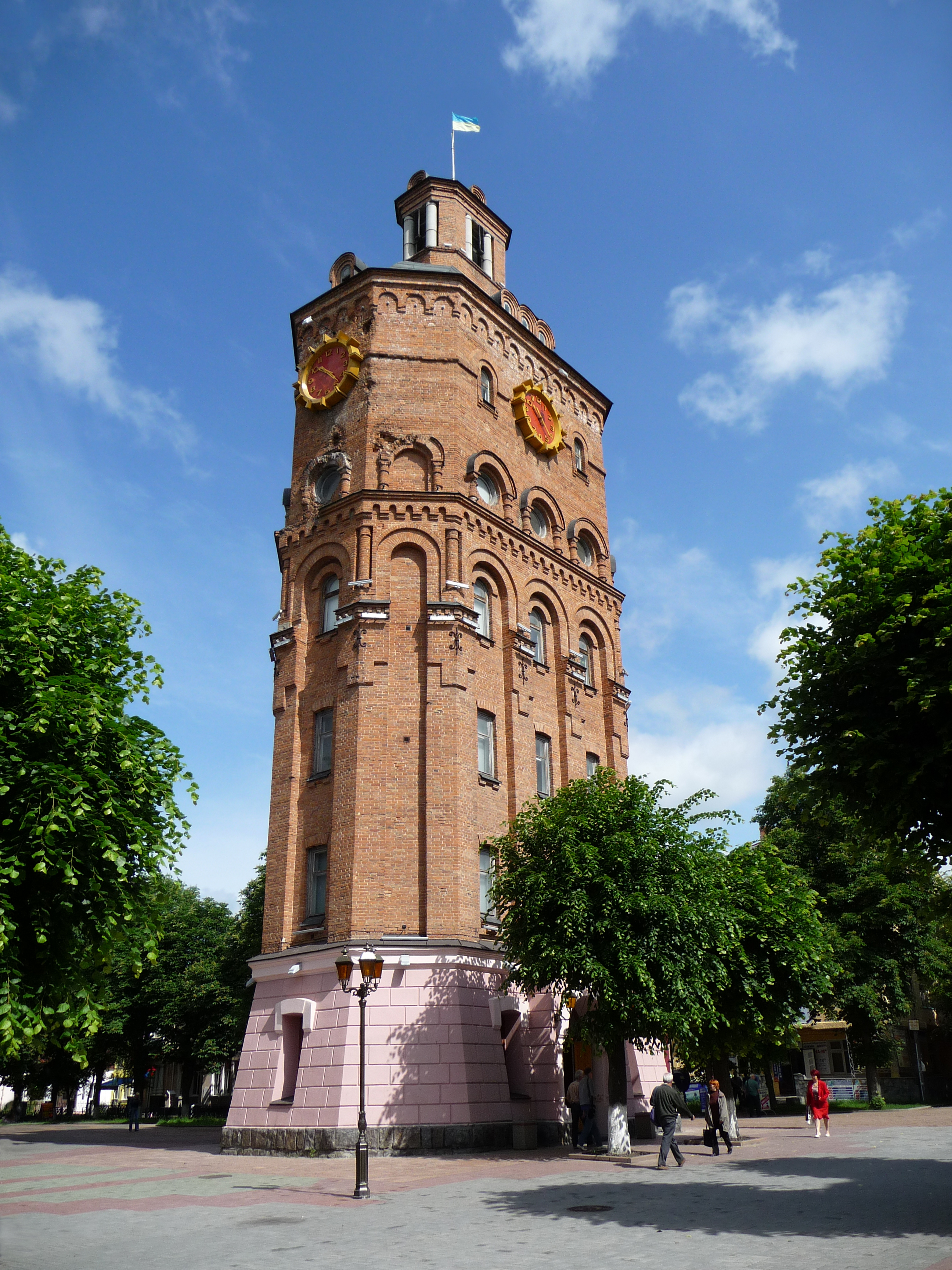
Парк Козицького, нині музей воєнної слави.

З 1914 року Вінниця — адміністративний центр Подільської губернії.

### Революція та Громадянська війна
28 жовтня 1917 року у Вінниці відбулося збройне повстання під керівництвом підпоручика Зубриліна та Євгенії Бош, учасники якого спробували передати владу революційному комітету робітників та солдатських депутатів, проте вірні Тимчасовому уряду війська на чолі з В. А. Костіциним відносно легко придушили його. У ніч з 1 на 2 листопада за активної участі Бош у 2-му гвардійському корпусі було створено Військово-революційний комітет, який направив частини корпусу до сусідніх міст. 2 листопада Радянську владу було встановлено у Жмеринці, 4 листопада — у Вінниці. У грудні 1917 р. у Вінниці утвердилася влада Центральної ради. Надалі під час Громадянської війни влада в місті неодноразово переходила з рук до рук. У місті деякий час працював уряд Української Народної Республіки. Навесні 1918 року Вінниця зайнята німецькими військами. Радянську владу було відновлено у червні 1920 року.
1923 року Вінниця стала центром округу, а з 1932 року є адміністративним центром Вінницької області.

### Німецько-радянська війна
Після початку Німецько-радянської війни тисячі вінничан пішли на фронт. Для боротьби з ворожими диверсантами та охорони промислових об'єктів було створено винищувальний батальйон. Тисячі жителів міста споруджували укріплення та несли службу в загонах протиповітряної оборони. 19 липня 1941 року німецько-фашистські війська з боєм зайняли Вінницю. У роки окупації у місті діяли антифашистські підпільні групи, діяльність яких спрямовував підпільний центр, яким керував І. В. Бевз. На околицях міста діяло кілька партизанських з'єднань та окремих загонів. Діяльність підпільників та партизанів була ускладнена тим, що окупантами в місті було встановлено особливий режим у зв'язку з розміщенням під Вінницею ставки Гітлера «Вервольф». Саме тут було підписано знамениту директиву № 45 — про взяття Чорноморського узбережжя Кавказу, Сталінграда та наступного наступу на Баку.
На пам'ятнику загиблим будівельникам ставки, встановленому біля шосе Вінниця — Житомир, значиться 14 тисяч загиблих. Місце для ставки було обране власне фюрером. Бетонні брили розкидані на великій галявині посеред лісу — це все, що залишилося від підземної фортеці. Раніше тут було все, що вимагалося для повного комфорту Гітлера та його оточення: дві радіотелеграфні станції, електропідстанція, кінозал, казино, водокачка, басейн, ангари для літаків, численні підсобні приміщення, швидкі підземні ліфти. Із будинку фюрера вів хід у спеціальний залізобетонний бункер, стелі якого завтовшки доходили до 3 метрів. Цей бункер мав навіть ім'я — «Вольфшанц».

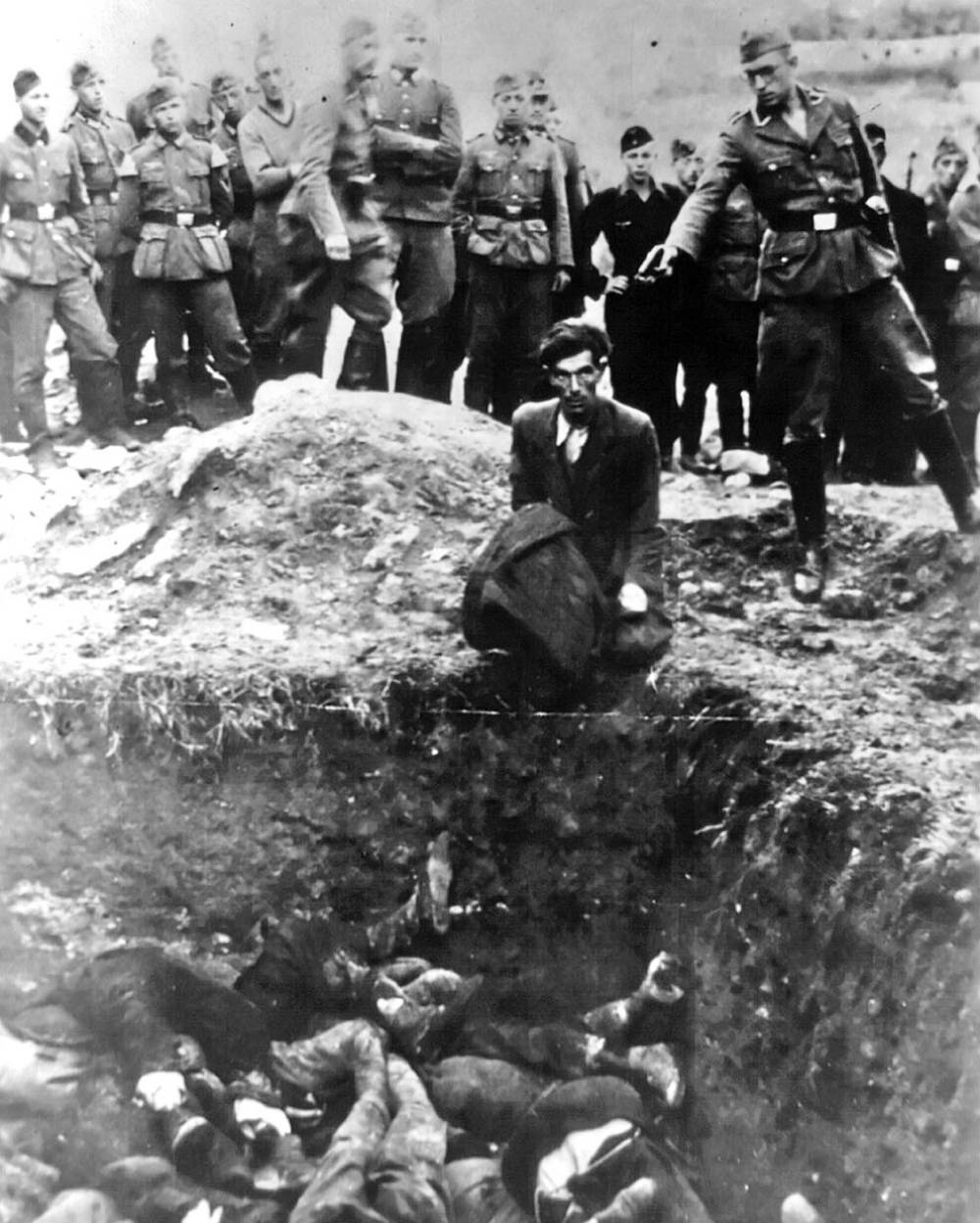
«Останній єврей Вінниці»

Німецько-фашистські окупанти створили у місті два табори для військовополонених, у яких загинуло понад 12 тисяч осіб, під час проведення масових облав загарбники розстріляли близько 25 тисяч містян, більшість із яких євреї, а 13400 молодих хлопців та дівчат відправили на каторжні роботи до Німеччини. Фашистами знищено понад 700 хворих Вінницької психоневрологічної лікарні, а приміщення лікарні було перетворено на офіцерський клуб. Загалом за роки окупації міста гітлерівці знищили понад 42 тисячі людей мирного населення. Попри все, вінницьке підпілля працювало аж до останніх днів окупації: знищувалися гітлерівці та зрадники, влаштовувалися диверсії на підприємствах міста, вибухали потяги, виводилися з ладу лінії зв'язку, поширювалися листівки.
Навесні 1942 року німці виявили в міському парку сліди масового поховання жертв сталінських репресій у Вінниці (загалом 9439 тіл), проте спочатку не надали цьому значення.
Однак у травні 1943 року, коли радянські війська вже наближалися до Вінниці, німці зробили публічне розкриття поховання та використали його у своїй пропаганді. До місця поховання було запрошено родичів жертв для впізнання.
20 березня 1944 року військами 1-го Українського фронту Вінниця була визволена. Сотні підпільників було нагороджено державними нагородами. Керівнику підпілля І. В. Бевзу та Л. С. Ратушній посмертно присвоєно звання Героїв Радянського Союзу. Усього ж за роки війни звання Героя Радянського Союзу було удостоєно 118 уродженців Вінницької області.
За час війни кількість жителів Вінниці зі 100 тисяч скоротилася до 27 тисяч осіб, із 50 промислових підприємств уціліло лише 10, було повністю зруйновано 1880 житлових будинків.

### Повоєнні роки
Зусиллями вінничан та посланців інших регіонів країни до кінця 1948 року майже повністю була відновлена промисловість міста, а в наступні роки у Вінниці розвивалася харчова (масложирова, плодоконсервна та м'ясна), легка (взуттєва, швейна, трикотажна, галантерейна та ін. фабрики), хімічна (хімічний комбінат), машинобудівна, металообробна промисловість. Було збудовано великі заводи: електротехнічний, шарикопідшипників, тракторних агрегатів, інструментальний та інші.